# Národní revoluční armáda
Národní revoluční armáda (čínsky v českém přepisu kuo-min ke-ming ťün, pchin-jinem guómín gémìng jūn, znaky tradiční 國民革命軍), zkratkou NRA, byla v letech 1925–1947 ozbrojené křídlo Kuomintangu, čínské politické strany. Od roku 1928, během kuomintangské vlády jedné strany, také tvořila pravidelnou armádu Čínské republiky. S přijetím nové čínské ústavy roku 1947 byla Národní revoluční armáda přejmenována na Ozbrojené síly Čínské republiky a podřízena civilní kontrole.
Národní revoluční armáda byla původně budována s pomocí ze strany Sovětského svazu jako prostředek pro sjednocení fragmentované Číny Kuomintangem během tzv. éry militaristů. NRA se poté účastnila Pochodu na sever, vojenského tažení zaměřeného proti severočínským militaristům v letech 1926–1928, sehrála klíčovou roli během druhé čínsko-japonské války v letech 1937–1945 a následně bojovala v druhé fázi čínské občanské války proti komunistické Čínské lidové osvobozenecké armádě.